# Peugeot Typ 62
Der Peugeot Typ 62 ist ein frühes Automodell des französischen Automobilherstellers Peugeot, von dem 1904 im Werk Lille 96 Exemplare produziert wurden.
Die Fahrzeuge besaßen einen Vierzylinder-Viertaktmotor, der vorne angeordnet war und über Kette die Hinterräder antrieb. Der Motor leistete aus 3635 cm³ Hubraum 18 PS.
Es gab die Modelle 62 B und 62 C. Bei einem Radstand von 240 cm betrug die Spurbreite 132 cm. Beim größeren Modell mit wahlweise 245 cm oder 265 cm Radstand betrug die Spurbreite 140 cm. Die Karosserieformen Tonneau und Doppelphaeton boten Platz für vier Personen.